# Physospermopsis muliensis
Physospermopsis muliensis är en flockblommig växtart som beskrevs av R.H.Shan och Shou Lu Liou. Physospermopsis muliensis ingår i släktet Physospermopsis och familjen flockblommiga växter. Inga underarter finns listade i Catalogue of Life.